# Weston by Welland
Weston by Welland è un villaggio e parrocchia civile dell'Inghilterra, appartenente alla contea del Northamptonshire.